# Véra Zassoulitch
Véra Ivanovna Zassoulitch (en russe : Вера Ивановна Засулич ; 1849 - 8 mai 1919) est une révolutionnaire russe, successivement anarchiste et nihiliste, puis marxiste.

## Biographie
Véra Zassoulitch naît à Mikhaïlovka, dans la région de Smolensk, dans une famille de la noblesse. Son père meurt quand elle a trois ans. Sa mère élève seule ses cinq enfants.  Elle les confie à des cousins, la famille Mikouline. Elle fait ses études secondaires dans une école privée, un pensionnat de Moscou, à l’éducation très stricte. À dix-sept ans, Véra quitte le pensionnat et travaille comme greffière. En août 1868, elle s’installe à Saint-Pétersbourg avec sa mère, elle travaille dans un atelier de reliure et, le soir, apprend à lire et à écrire aux ouvriers. Elle fréquente les milieux révolutionnaires estudiantins. Elle est arrêtée en mai 1869 du fait de correspondances échangées avec le nihiliste Serge Netchaïev. Elle est emprisonnée, puis libérée en mars 1871; bénéficiant d'un non-lieu. Mais les autorités l'obligent à habiter dans la province de Tver.  
En décembre 1873, elle est transférée à Kharkov. Elle intègre le groupe « Les émeutiers du Sud » qui organise des attentats contre le régime tsariste. 
Revenue à Saint-Pétersbourg, elle tire, le 24 janvier 1878, avec un revolver sur le général Fiodor Fiodorovitch Trepov, préfet de police, qui avait fait frapper de verges le révolutionnaire Alexeï Stepanovitch Bogolioubov. Trepov est blessé, et Véra passe en jugement le 31 mars 1878,. De façon inattendue, elle est acquittée. La police tente en vain de l'arrêter à la sortie du tribunal. Elle se cache quelque temps chez Anna Philosophova. 
Elle se réfugie en Suisse, puis retourne en Russie, où elle milite dans l'organisation Terre et Liberté, mais après la scission de ce mouvement en août 1879, elle participe à la fondation de l'organisation Tcherny Peredel « Partage noir » à Saint-Pétersbourg avec Gueorgui Plekhanov, Pavel Axelrod, Lev Deutsch, Ossip Aptekman et Élisabeth Kovalskaïa. 

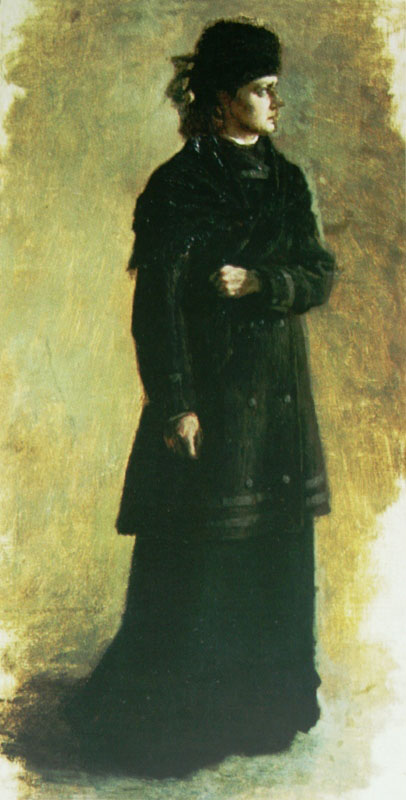
La Terroriste, de Nikolaï Iarochenko terminé en 1881 dont Véra Zassoulitch est la prototype.

Véra Zassoulitch traduit en russe des ouvrages marxistes et notamment le Manifeste du Parti communiste, édité à Genève en 1882. Cette même année, alors réfugiée à Londres, elle lance une souscription en faveur des familles pauvres des nihilistes russes, avec l'aide de Piotr Lavrov, lui-même expulsé de France pour cette même raison. Après un échange épistolaire avec Karl Marx en 1881, elle prend ses distances avec l'anarchisme pour adhérer au mouvement marxiste à partir de 1883. 
Avec Gueorgui Plekhanov, elle fonde le groupe « Libération du Travail », première organisation marxiste russe, fait partie de l'équipe de rédaction de l'Iskra et prend part au deuxième congrès du Parti ouvrier social-démocrate de Russie (POSDR) à Bruxelles et Londres en juillet-août 1903. Membre du courant menchevik, elle s'oppose avec virulence aux thèses de Lénine.
Véra Zassoulitch meurt le 8 mai 1919, peu de temps après la révolution d'Octobre. Elle est enterrée au cimetière Volkovo.

## Dans la fiction
Elle inspire à Oscar Wilde le personnage principal de sa pièce de théâtre Vera; or, The Nihilists (1880).